# Norte Pequeno
Norte Pequeno ist eine portugiesische Gemeinde (Freguesia) im Kreis (Município) Calheta auf der Azoren-Insel São Jorge. In ihr leben 196 Einwohner (Stand 19. April 2021).

## Einzelnachweise

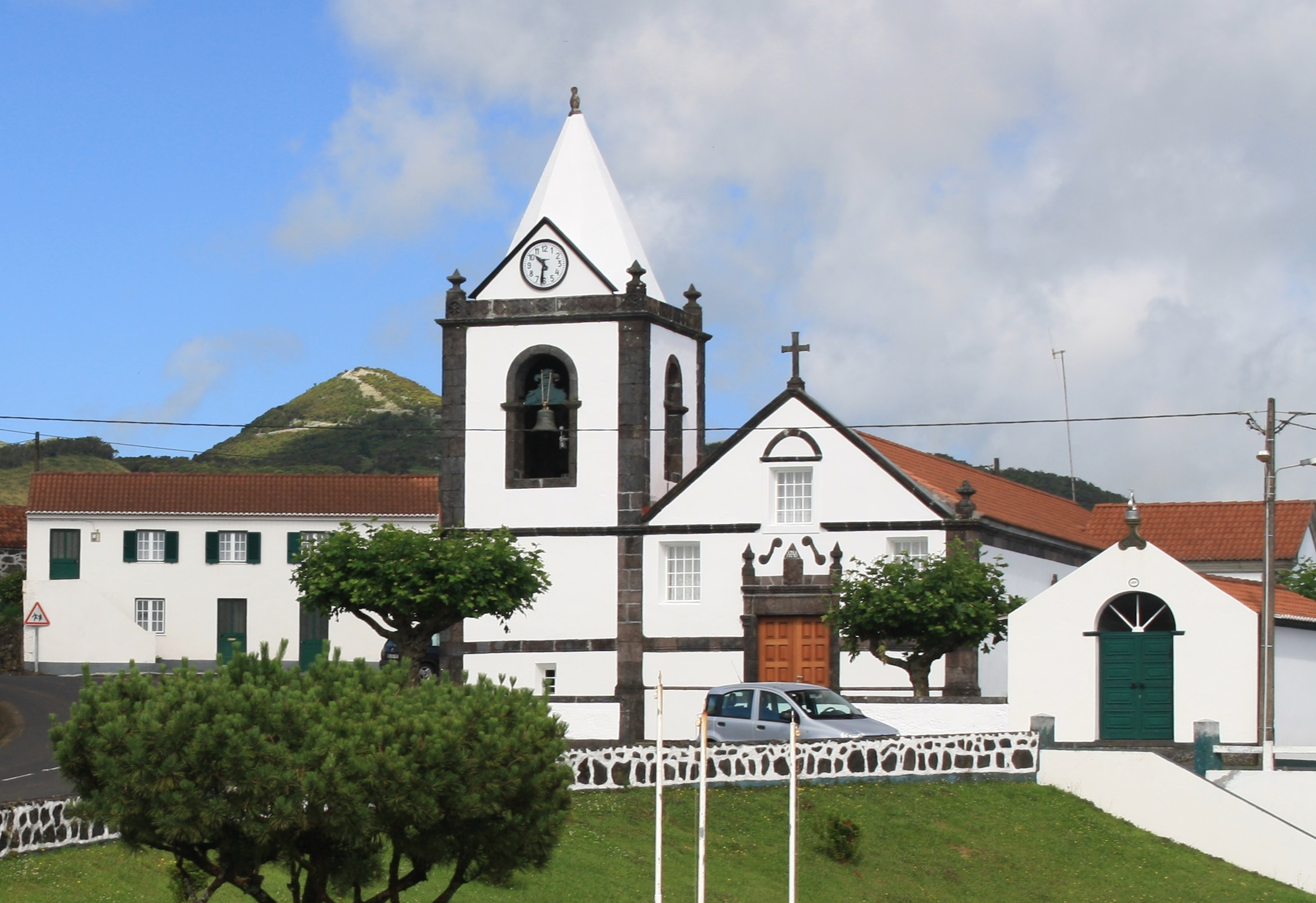
Igreja de São Lázaro in Norte Pequeno